# Jablonec nad Nisou zastávka
Jablonec nad Nisou zastávka je železniční zastávka, která leží mezi zastávkami Jablonec nad Nisou centrum a Nová Ves nad Nisou na železničné trati Liberec–Harrachov v km 14,082.
Zastávka je zařazena do integrovaného dopravního systému IDOL. Leží v nadmořské výšce 520 m n. m. a při ulici U zastávky.

## Pojmenování
Zastávku tehdy vlastnily Československé státní dráky (ČSD). Za druhé světové války se vystřídaly rovonu dva německé názvy, a to Gablonz (Neisse) Haltestelle (1938–1939) a poté Obergablonz (1939–1945). Od roku 1945 se užívá český a současný název Jablonec nad Nisou zastávka.

## Popis
Leží v Jablonci nad Nisou v Žitavské pánvi při silnici Na Hutích. Zastávka je osvětlena moderními nízkými perónovými lampami. Nástupiště měří 81 metrů. Od rekonstrukce roku 2015 je na zastávce instalovaný informační systém INISS, který je dálkově řízený ze stanice Liberec. Zastávka má návaznou dopravu za zastávkou, MHD Jablonec nad Nisou, autobusová zastávka Milířova.

## Doprava
Staví zde všechny osobní vlaky linky L1 Liberec – Tanvald – Harrachov – Szklarska Poręba Górna. Zastávka je na znamení.

## Cestující

### Odbavení cestujících
Zastávka nezajišťuje odbavení, odbavení cestujících se provádí ve vlaku.

### Přístup
Bezbariérový přístup je do přístřešku před povětrnostními vlivy a na nástupiště, které je v normové výšce 550 milimetrů nad temenem kolejnice (dle ČSN 73 4959). Zastávka je vybavena pro zrakově postižené (vodící linie).